# Maestro dell'Altare di Třeboň
Il Maestro dell'Altare di Třeboň, detto anche Maestro dell'Altare di Wittingau (attivo a Praga intorno al 1380-90 circa}) è un anonimo pittore boemo, attivo alla corte praghese. Deve il suo nome alla pala d'altare destinata alla chiesa di Sant'Egidio nel convento degli Agostiniani di Třeboň, cittadina che in tedesco diventa Wittingau di cui rimangono solo tre tavole: il Cristo sul monte degli Ulivi, la Sepoltura di Cristo e la Resurrezione, databili al 1380 circa e conservate alla Národní galerie di Praga. 
|  |  |  |

L'artista sicuramente si formò sui dipinti del castello di Karlštejn di Maestro Teodorico, su quelli della cattedrale praghese di San Guido e quelli del monastero di Emmaus; forse l'artista venne a contatto con la pittura francese e probabile subì l'influsso della pittura nord-italiana. 
L'anonimo maestro fu colui che creò il cosiddetto "stile fiorito" o "bello stile", cioè la variante boema del linguaggio gotico internazionale, inserendo le sue figure in spazi scalati in profondità e modellate dal chiaroscuro, espediente che appare per la prima volta nella pittura boema, il gusto per l'intensità espressionistica porta a volte a esiti grotteschi e di un patetismo spinto che saranno tipici della successiva pittura boema.
Precedentemente, prima del 1380, realizza l'Addolorata nella chiesa di Církvice e, dopo il 1380, la Madonna di Roudnice, ora conservata a Praga.
Assegnate alla bottega e realizzate dopo il 1380, sono l'Adorazione del Bambino del castello di Hluboká; la Vergine dell'Aracoeli  di Praga, una delle prime tavole con cornice decorata da pitture, elemento tipico della successiva pittura boema e la Crocifissione ora a Praga.
Al suo ambito sono da riferirsi la Vergine tra san Bartolomeo e santa Margherita del castello di Hluboká.